# دوغلاس هاريمان كينيدي
دوغلاس هاريمان كينيدي (بالإنجليزية: Douglas Harriman Kennedy)‏ هو صحفي أمريكي، ولد في 24 مارس 1967 في واشنطن العاصمة في الولايات المتحدة.